# Mykyta Shapovalov
Mykyta Shapovalov (* 25. Januar 2005) ist ein ukrainischer Volleyballspieler.

## Karriere
Shapovalov begann seine Karriere in der ukrainischen Heimat. 2022 floh er vor dem Krieg in der Ukraine nach Deutschland und kam zu den Volley YoungStars Friedrichshafen. Mit dem Nachwuchsteam spielte er zwei Jahre in der Zweiten Liga Süd. 2024 wurde der Außenangreifer von den Barock Volleys MTV Ludwigsburg verpflichtet. Der Verein schaffte in der Saison 2024/25 den Aufstieg in die erste Liga. Auch 2025/26 spielt Shapovalov für Ludwigsburg.